# 大力神鹦鹉属
，是一個已滅絕的巨型鸚鵡的屬。模式種意外大力神鹦鹉生活在1600萬至1900萬年前中新世的新西蘭。該物種描述自發現於新西蘭奧塔哥圣巴森斯的兩塊脛跗骨化石。
大力神鹦鹉站立時可達90厘米，體重可達7公斤。初步分析可知該物種屬於鸚形目鴞鸚鵡總科，該類群還包括鴞鸚鵡屬、啄羊鸚鵡屬和同樣已滅絕的涅莱乌斯鹦鹉属。
大力神鹦鹉可能无法飞行，其喙可能比传统的鹦鹉更加强壮，更易于取食水果、坚果和浆果，也可能会像鸮鹦鹉一样，用这强壮的喙来爬树。大力神鹦鹉与涅莱乌斯鹦鹉属的五种鹦鹉和其他数十种鸟类共同生活在圣巴森斯动物群。意外大力神鹦鹉是目前已知的体型最大的鹦鹉。

## 发现与命名
意外大力神鹦鹉描述自一左一右两块不完整的胫跗骨。这两块胫跗骨化石于2008年1月14日发现自奥塔哥霍姆希尔站马努赫里基亚河河岸以东50米处山脚下的沟渠中，可能属于同一个体。左胫跗骨被指认为模式标本。化石最初被认为属于一只鹰，然而在弗林德斯大学的一名博士生指出其骨骼形态与传统的鹰有着显著不同后，研究人员对该进行了重新检查。 
意外大力神鹦鹉的属名Heracles来自古希腊神话中的英雄赫拉克勒斯，与同样发现于圣巴森斯动物群的另一个属涅莱乌斯鹦鹉属相呼应，该属属名来自古希腊神话中的国王涅莱乌斯，在古希腊神话中正是赫拉克勒斯杀死了涅莱乌斯和他除了涅斯托爾外所有的儿子。种加词inexpectatus则用以表达研究人员意外发现中新世巨型鹦鹉的惊讶之情。

## 描述
大力神鹦鹉是已知的最大的鹦鹉，其体高可达一公尺，体重可达七公斤。大力神鹦鹉可能无法飞行，栖息于陆地与树上。大力神鹦鹉是岛屿巨型化的典例，这一现象在各类鸟类身上都有所发现。此前已知最大的鹦鹉是同样生活在新西兰的鸮鹦鹉。
大力神鹦鹉的遗骸出土于物种丰富而混杂的地层中，这里也发现了恐鸟、鸭和鹰的化石，但这些化石大多较为破碎，这些标本普遍不超过100毫米，意外大力神鹦鹉的模式标本是该地发现的最长的标本。该地沉积时间约为1600万年至1900万年前，沉积自与淡水湖泊系统相关的地区，该地森林以苏铁、棕榈和木麻黄物种为主，由鸟类占主导當地動物的領頭地位。该地大部分陆地生态位由鸟类填补，有利于岛屿巨型化的出现。

## 环境
大力神鹦鹉生存期间新西兰的气候与今天相似，可能遭受周期性的干旱。夏季（12月至2月）白天平均气温为20至25°C，湿度约为80%。冬季（6月至8月）白天平均气温为12至16°C，湿度约为67%。